# 2025年世界水泳選手権セントルシア選手団
2025年世界水泳選手権セントルシア選手団は、2025年7月11日から8月3日までシンガポールで開催された第22回世界水泳選手権のセントルシア選手団、およびその競技結果。

## 選手団
- 人員: 選手 3人

## 選手名簿・結果
| 選手                       | 種目               | 予選      | 予選 | 準決勝   | 準決勝   | 決勝     | 決勝     |
| 選手                       | 種目               | 結果      | 順位 | 結果     | 順位     | 結果     | 順位     |
| -------------------------- | ------------------ | --------- | ---- | -------- | -------- | -------- | -------- |
| アントワーヌ・デスタン     | 男子100m自由形     | 51秒11    | 57位 | 予選敗退 | 予選敗退 | 予選敗退 | 予選敗退 |
| アントワーヌ・デスタン     | 男子100mバタフライ | 56秒19    | 58位 | 予選敗退 | 予選敗退 | 予選敗退 | 予選敗退 |
| ミカイリ・シャルルマーニュ | 女子50m自由形      | 27秒64    | 59位 | 予選敗退 | 予選敗退 | 予選敗退 | 予選敗退 |
| ミカイリ・シャルルマーニュ | 女子100m自由形     | 1分00秒22 | 54位 | 予選敗退 | 予選敗退 | 予選敗退 | 予選敗退 |
| ネキーシャ・ルイス         | 女子50mバタフライ  | 29秒46    | 62位 | 予選敗退 | 予選敗退 | 予選敗退 | 予選敗退 |
| ネキーシャ・ルイス         | 女子100mバタフライ | 1分12秒38 | 55位 | 予選敗退 | 予選敗退 | 予選敗退 | 予選敗退 |